# كيلكيس
كيلكيس: (باليونانية:Κιλκίς)، (بالإنجليزية:Kilkis)، مدينة يونانية تقع في شمال البلاد ضمن منطقة مقدونيا الوسطى الإدارية، وهي مركز مقاطعة تحمل نفس اسم المدينة ضمن هذه المنطقة الإدارية.

## الموقع والسكان
تقع المدينة على ارتفاع 280 متر عن مستوى سطح البحر في وسط هضبة تلية ترتفع بمقدار قليل عن ما جاورها من أراضي.  تبعد للشمال مسافة 48 كيلومتر عن سالونيك، وَمسافة 24 كيلومتر عن الحدود المقدونية.
يبلغ عدد سكان المدينة حوالي 25 ألف نسمة.
تعود التسمية إلى اللغات السلافية حيث كانت المدينة تدعى كوكوش (Кукуш)، وقد تم استبدال الاسم بـكيلكيس (Kilkis) بعد عام 1913.

## التاريخ
على الرغم من وجود بقايا تعود للعصر النيوليثي في كهف يقع تحت المدينة إلا أن التاريخ الحديث للمدينة يعود للفترة البيزنطية حيث كان يحتل موقع المدينة الحالي حصن بيزنطي صغير، ازدادت أهمية المدينة بعد دخول العثمانيين إذ أصبحت كيلكيس حامية عسكرية عثمانية كبيرة.
بعد انهيار الدولة العثمانية أصبحت كيلكيس محطاً للخلاف بين اليونان وبلغاريا.  استولت عليها القوات البلغارية في البدء خلال حرب البلقان الأولى عام 1912، ولكن القوات اليونانية سيطرت عليها بعد معركة دامية عام 1913 خلال حرب البلقان الثانية تدمرت فيها كل المدينة.
اعترفت بلغاريا بالسيادة اليونانية على كيلكيس على إثر معاهدة نويي، حيث تم ترحيل سبعة آلاف بلغاري عن المدينة واستبدالهم بمهجرين يونانيين من آسيا الصغرى وبلغاريا.
أطلقت اليونان اسم المدينة على إحدى سفنها الحربية تخليداً لذكرى معركة السيطرة عليها، ولكن القوات الألمانية أغرقت هذه السفينة أثناء الحرب العالمية الثانية.  دخلتها القوات البلغارية الموالية للنازيين أيضاً أثناء هذه الحرب، ولكنها عادت لليونان بعد ذلك.

## المعالم الأساسية
- كهف القديس جورج أو (كهف كيلكيس): وهو كهف صغير يوجد تحت رابية صغيرة في المدينة اكتشف بالصدفة عام 1925 أثناء عمليات حفر، وجدت فيه بقايا تعود للعصر النيوليثي والعديد من المستحاثات الحيوانية.
- كنيسة أغيوس (القديس) يورغوس: بنيت عام 1917 على بقايا بناء بيزنطي قديم وتحصينات تركية.
- بقايا الحصن التركي والذي يدعى محلياً بـيينيكوكاسترو (Genaikokastro).
- متحف كيلكيس الأركيولوجي، ومتحف التاريخ الحربي.

## متفرقات
- أهم نادي كرة قدم في المدينة هو كيلكيسياكوس.
- توجد في المدينة قسم تقنية وتصميم الملابس التابع للمعهد التقني العالي في سالونيك.
- العديد من سكان المدينة هم من المسيحيين الأتراك الذين سكنوا المدينة بعد عام 1922 إثر سياسة التهجير، وما زالوا يتكلمون التركية لليوم.